# Дзвінкий м'якопіднебінний африкат
Дзвінкий м'якопіднебінний африкат — приголосний звук, що існує в деяких людських мовах. У Міжнародному фонетичному алфавіті представляється наступними символами: ⟨ɡ͡ɣ⟩ та ⟨ɡ͜ɣ⟩, еквівалентний символ X-SAMPA — g_G. Допустимий запис без риски, тобто як ⟨ɡɣ⟩ у МФА або gG у X-SAMPA.
Не знайдено жодної мови, де дзвінкий м'якопіднебінний африкат представлений, як фонема, проте він є алофоном /g/ (зазвичай дзвінкий м'якопіднебінний проривний) у деяких діалектах англійської мови в Англії.

## Особливості
- Спосіб творення — несибілянтний африкат.
- Місце творення — м'якопіднебінне, тобто він артикулюється задньою спинкою язика на м'якому піднебінні.
- Тип фонації — дзвінка, тобто голосові зв'язки вібрують від час вимови.
- Це ротовий приголосний, тобто повітря виходить крізь рот.

- Це центральний приголосний, тобто повітря проходить над центральною частиною язика, а не по боках.

- Механізм передачі повітря — егресивний легеневий, тобто під час артикуляції повітря виштовхується крізь голосовий тракт з легенів, а не з гортані, чи з рота.

## Поширення
| Мова       | Мова               | Слова    | МФА            | Значення   | Примітки                                                   |
| ---------- | ------------------ | -------- | -------------- | ---------- | ---------------------------------------------------------- |
| Англійська | Кокні              | good     | [ˈɡ͡ɣʊˑd̥]       | 'хороший'  | Інколи є алофоном /ɡ/.                                     |
| Англійська | Літературна вимова | good     | [ˈɡ͡ɣʊˑd̥]       | 'хороший'  | Інколи є алофоном /ɡ/.                                     |
| Англійська | Скауз              | good     | [ˈɡ͡ɣʊˑd̥]       | 'хороший'  | Можливий алофон /ɡ/ на початку складу та наприкінці слова. |
| Словенська | Словенська         | sikh gre | [ˈs̪îːɡ͡ɣ ˈɡɾěː] | 'сикх іде' | Алофон /k͡x/ перед дзвінкими обструентами.                  |